# Maria Anna av Österrike (1718–1744)
Maria Anna av Österrike född 18 september 1718 på Hofburg i Wien, död 16 december 1744 i Bryssel, var ståthållare över Österrikiska Nederländerna (1744).

## Biografi
Maria Anna  var dotter till Karl VI (tysk-romersk kejsare) och Elisabeth Christina av Braunschweig-Wolfenbüttel. Hon och hennes syster, tronföljaren Maria Teresia av Österrike, uppfostrades tillsammans i Kaiserhof.
Maria Anna förlovades med en spansk prins som ett led i en allians mellan Spanien och Österrike 30 april 1725, men alliansen sprack i och med fördraget i Sevilla 9 november 1729. Hon och hennes syster hade mött bröderna Frans och Karl Alexander av Lothringen under sin uppväxt, då bröderna levde i Wien, och blivit förälskade i var sin bror. Fadern motsatte sig denna kombination för Maria Annas del, då han ville ha ett mer politiskt fördelaktigt parti för henne. Först efter faderns död 1740 gav hennes mor sin tillåtelse till äktenskapet.
Maria Anna gifte sig 7 januari 1744 i Augustinerkirche i Wien med Karl Alexander av Lothringen, och paret blev några veckor därpå gemensamt utnämnda till ståthållare i nuvarande Belgien av hennes syster, Maria Teresia av Österrike. Paret lämnade Wien 3 februari och anlände till Westwezel i Österrikiska Nederländerna den 24 mars, där de välkomnades av Karl Ferdinand von Königsegg-Erps, ledamot vid provinsens högsta råd, med Te Deum, offentliga ceremonier och en rad baler och banketter.
Den 4 maj 1744 avreste Karl Alexander till sin tjänstgöring i Österrikiska tronföljdskriget medan Maria Anna regerade i Bryssel biträdd av österrikaren greve Wenzel Anton Kaunitz-Rietberg. I oktober 1744 nedkom Maria Anna på Nassaupalatset i Bryssel med ett dödfött barn; hon hämtade sig inte efter förlossningen utan avled i december. Wenzel Anton Kaunitz-Rietberg regerade sedan fortsatt över territoriet fram till den franska erövringen: efter ockupationen återinträdde sedan maken som ståthållare.